# 1998 XG48
1998 XG48 är en asteroid i huvudbältet som upptäcktes den 14 december 1998 av LINEAR i Socorro County, New Mexico.
Asteroiden har en diameter på ungefär 10 kilometer och den tillhör asteroidgruppen Eos.